# Дівчина у павутинні (фільм)
Дівчина у павутинні (англ. The Girl in the Spider's Web) — американський кримінальний трилер 2018 року уругвайського режисера Феде Альвареса. Фільм створений на основі однойменного роману шведського письменника Давіда Лагеркранца. Прем'єра відбулася 24 жовтня 2018 року на Римському кінофестивалі. У широкий прокат вийшов 26 жовтня у Швеції.

## Сюжет
Хакерка Лісбет Саландер і журналіст Мікаель Блумквіст беруться за розслідування вбивства відомого вченого, який спеціалізувався на роботі з штучним інтелектом.

## У ролях
| Актор               | Роль                                                       |
| ------------------- | ---------------------------------------------------------- |
| Клер Фой            | Лісбет Саландер (хакер)                                    |
| Сверрір Гуднасон    | Мікаель Блумквіст (журналіст, працює у журналі Millennium) |
| Лейкіт Стенфілд     | Едвін Нігам (експерт Нацбезпеки)                           |
| Сільвія Гукс        | Каміла Саландер (сестра Лісбет)                            |
| Стівен Мерчант      | Франц Балдер (колишній співробітник Нацбезпеки)            |
| Вікі Кріпс          | Еріка Бергер (видавець журналу Millennium)                 |
| Фолькер Брух        | Пітер Улгрен                                               |
| Камерон Бріттон     | Чума (комп'ютерний експерт)                                |
| Мікаел Персбрандт   | Олександр Залаченко                                        |
| Клас Банг           | Ян Холтсер                                                 |
| Андрея Пеїч         | Марія                                                      |
| Синневе Макоді Лунд | Габріела Гране (директор Шведської служби безпеки)         |